# Stefano Giovannone
Stefano Giovannone, nome in codice "Maestro" (Firenze, 22 luglio 1921 – Roma, 17 luglio 1985), è stato un militare e agente segreto italiano in servizio dal 1946 al 1981.

## Biografia
Fu capocentro del SID prima e poi del SISMI a Beirut, in Libano, durante gli anni della guerra civile.
Durante il rapimento, di lui parlò, in due delle tante lettere inviate dalla prigione delle BR, il presidente della DC Aldo Moro. I rapporti tra di loro risalivano a quando Moro veniva informato regolarmente dal colonnello di quel che si agitava nel Medio Oriente. Il capocentro del SISMI a Beirut, in quel periodo, avrebbe avuto il compito di garantire l’applicazione del lodo Moro.